# Manettia barbata
Manettia barbata é uma espécie de dicotiledónea pertencente à família Rubiaceae, descrita em 1853.